# Arequipa (tỉnh)
Tỉnh Arequipa (tiếng Tây Ban Nha: Provincia de Arequipa) là một tỉnh thuộc vùng Arequipa của Peru. Tỉnh Arequipa có diện tích 10430 km², dân số thời điểm theo điều tra dân số ngày 11 tháng 7 năm 1993 là 676790 người. Tỉnh lỵ đóng ở Arequipa.